# Понт-Канавезе
Понт-Канавезе (итал. Pont-Canavese) је насеље у Италији у округу Торино, региону Пијемонт.
Према процени из 2011. у насељу је живело 3264 становника. Насеље се налази на надморској висини од 457 м.

## Становништво
Према резултатима пописа становништва 2011. у општини је живело 3.676 становника.
| 1931. | 1936. | 1951. | 1961. | 1971. | 1981. | 1991. | 2001. | 2011. |
| ----- | ----- | ----- | ----- | ----- | ----- | ----- | ----- | ----- |
| 5.762 | 5.472 | 5.689 | 5.281 | 4.912 | 4.375 | 3.879 | 3.778 | 3.676 |